# Lijst van voetbalinterlands Barbados - Dominica (vrouwen)
Deze lijst van voetbalinterlands is een overzicht van alle officiële voetbalinterlands tussen de nationale vrouwenteams van Barbados en Dominica. De landen hebben tot nu toe twee keer tegen elkaar gespeeld.

## Wedstrijden
| № | Plaats     | Datum           | Competitie        | Wedstrijd           | Uitslag |
| - | ---------- | --------------- | ----------------- | ------------------- | ------- |
| 1 | Bridgetown | 10 januari 2015 | Vriendschappelijk | Barbados − Dominica | 3 − 1   |
| 2 | Dover      | 11 januari 2015 | Vriendschappelijk | Barbados − Dominica | 1 − 1   |

## Samenvatting
| Competitie        | Totaal gespeeld | Winst Barbados | Gelijk | Winst Dominica | Doelsaldo Barbados – Dominica |
| ----------------- | --------------- | -------------- | ------ | -------------- | ----------------------------- |
| Vriendschappelijk | 2               | 1              | 1      | 0              | 4 − 2                         |
| Totaal            | 2               | 1              | 1      | 0              | 4 − 2                         |